# Liste de personnalités figurant sur les timbres de Venezuela
Cette liste recense les personnalités figurant sur les timbres-poste de Venezuela, parmi lesquelles on retrouve les personnalités de l'histoire vénézuélienne, dont les héros de l'indépendance comme Simón Bolívar, Francisco de Miranda, Antonio José de Sucre et Rafael Urdaneta tiennent une première place. Les autres thèmes principaux représentent des personnes de renommée mondiale telles que Jean-Paul II, ou différents vocables de la Vierge Marie,,,,,,.

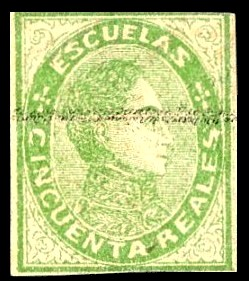
Simón Bolívar en 1871 timbre

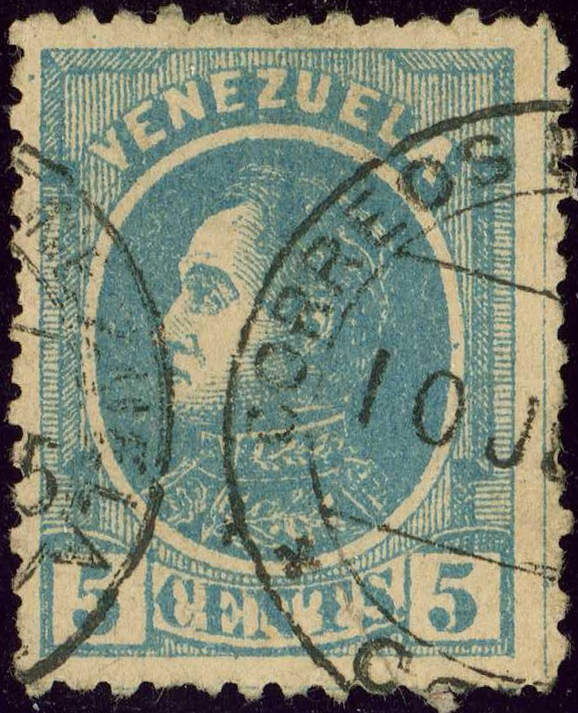
Simón Bolívar en 1880 timbre

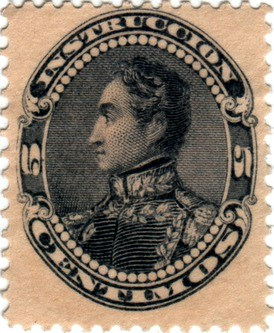
Simón Bolívar en 1893 timbre

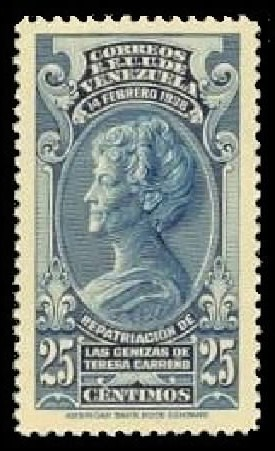
Teresa Carreño en 1938 timbre

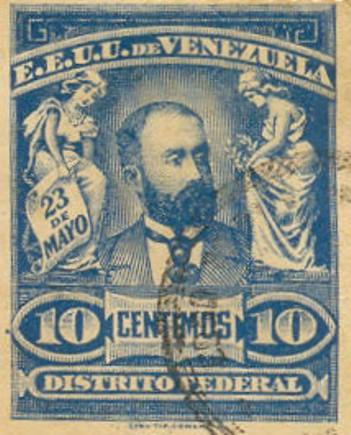
Cipriano Castro en 1905 timbre

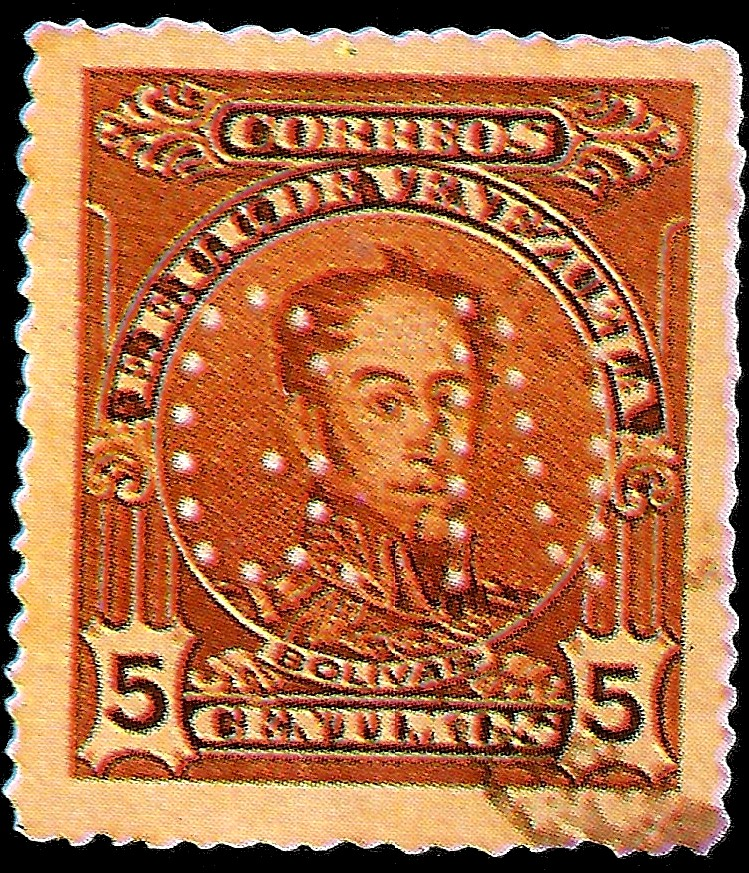
Simón Bolívar dans des timbres pour les années 1915, 1924, 1932, 1939

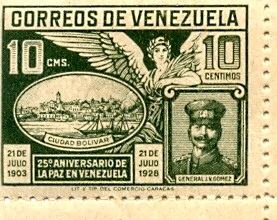
Juan Vicente Gómez en 1928 timbre

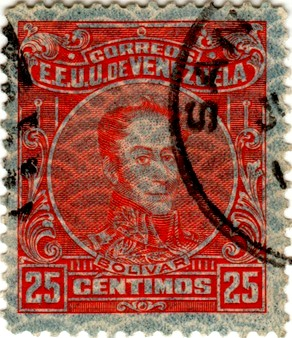
Simón Bolívar en 1932 timbre

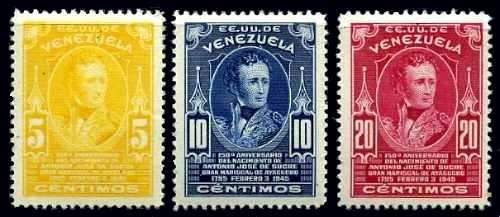
Antonio José de Sucre en 1945 timbre

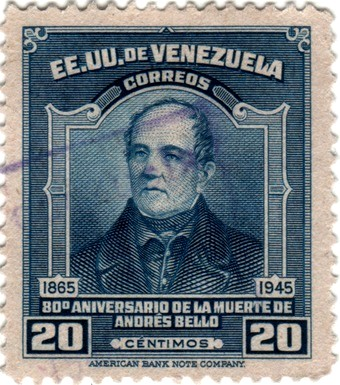
Andrés Bello en 1946 timbre

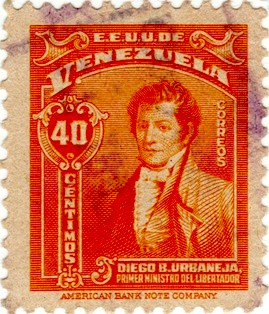
Diego B. Urbaneja en 1948 timbre

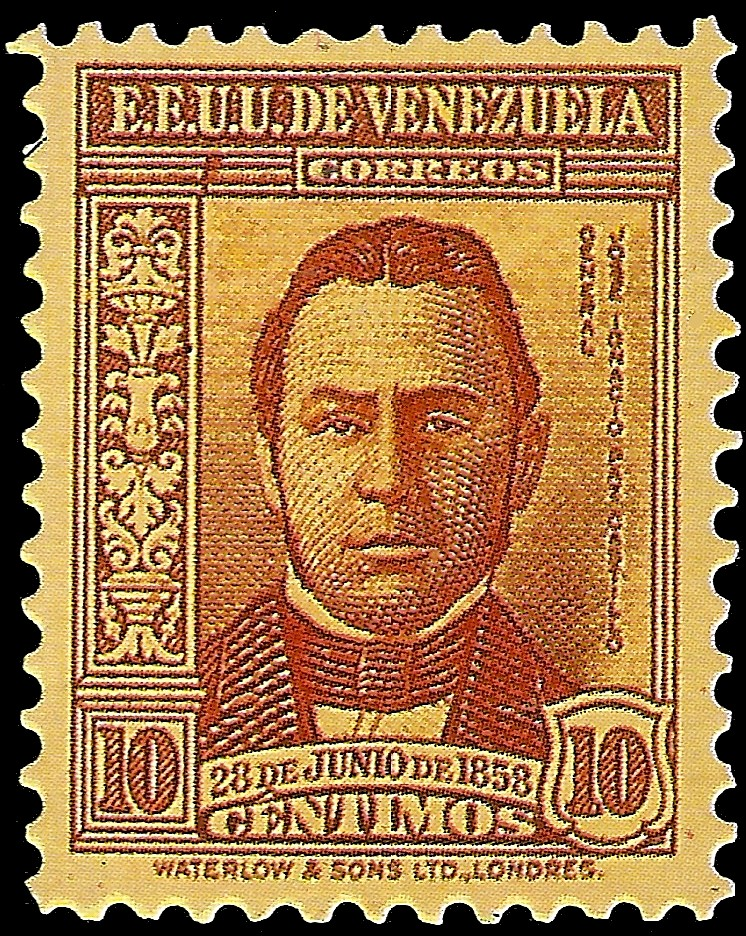
José Ignacio Paz Castillo en 1939 timbre

- Haut – A
- B
- C
- D
- E
- F
- G
- H
- I
- J
- K
- L
- M
- N
- O
- P
- Q
- R
- S
- T
- U
- V
- W
- X
- Y
- Z

## A
- Dolores Albás (1992)
- Cecilio Acosta (1982)
- Juan A. Aguerreverre (1961)
- Edwin E. Aldrin Jr. (1969)
- José Ángel Alámo (2010)
- Gabriel de Alcalá (2010)
- María de San José Alvarado (1995)
- Neil Armstrong (1969)
- José Antonio Anzoátegui (1960, 1982)
- Rafael Arévalo González (1966)
- Rafael Arías Blanco (1962)
- Juan Bautista Arismendi (1998)
- Luisa Cáceres de Arismendi (1960, 2008)
- Carlos Arvelo Torrealba (1964)

## B
- Rafael María Baralt (1960)
- Luis D. Beauperthuy (1971)
- Andrés Bello (1946, 1965, 1982)
- Carlos Bello (1963)
- David Ben Gurión (1998)
- José Francisco Bermúdez (1982)
- Juan Bermúdez (2010)
- Rómulo Betancourt (1986)
- Andrés Eloy Blanco (1960, 1997)
- Rufino Blanco Fombona (1974)
- Hipólita Bolívar (1978)
- Juan Vicente Bolívar y Ponte (1978)
- Simón Bolívar (1879, 1880, 1882, 1887, 1893, 1899, 1911, 1913, 1914, 1915, 1924, 1930, 1932, 1933, 1939, 1940, 1942, 1951, 1966, 1967, 1969, 1970, 1976, 1978, 1980, 1982, 1983, 1984, 1986, 1987, 1989, 1990, 1998, 1999, 2004, 2005, 2008, 2009, 2012)
- John Bosco (1987)
- Antonio Nicolás Briceño (1982, 2010)
- Ignacio Ramón Briceño (2010)
- Mario Briceño Iragorry (1985, 1996)

## C
- José Luis Cabrera (2010)
- Cacique Caruao (1998)
- Cacique Chacao (1998)
- Cacique Guacamayo (1998)
- Cacique Guaicaipuro (2002, 2008)
- Cacique Mamacuri (1998)
- Cacique Maniacuare (1998)
- Cacique Manaure (1998)
- Cacique Mara (1998)
- Cacique Tamanaco (1998)
- Cacique Tapiaracay (1998)
- Cacique Terepaima (1991)
- Cacique Tiuna (1998)
- Cacique Paramaconi (1991)
- Juan Manuel Cagigal (1988)
- Pedro Camejo (2008, 2015)
- Mariana Carcelén (1995)
- Nelson Carneiro (2004)
- Teresa Carreno (1938, 1998)
- Cipriano Castro (1900, 1905)
- Nicolás de Castro (2010)
- Luis José de Cazorla (2010)
- Hugo Chávez (2013, 2014)
- José Leonardo Chirinos (1995)
- Winston S. Churchill (1965)
- Lino de Clemente (2010)
- Agustín Codazzi (1960)
- Michael Collins (1969)
- William Coles (1991)
- Cristobal Colón (1949, 1998)
- Francisco de Córdoba (1998)
- Pedro Córdoba (1998)
- Nicolás Copernico (1973)
- José Cortés de Madariaga (2010)
- Juan de la Cosa (1998)
- Mariano de la Cova (2010)

## D
- Manuel Dagnino (1966)
- Rubén Darío ((1967)
- Rey David (1998)
- Salvador Delgado (2010)
- Bartolomé Díaz (1998)
- Juan Antonio Díaz Argote (2010)
- Divina Pastora (Barquisimeto) (1985)
- Juan Pablo Duarte (1977)
- Luis María Drago (1986)

## E
- Josemaría Escrivá (1992, 2001)
- José María España (1997)
- Francisco Espejo (2010)

## F
- Felipe Fermín Paúl (2010)
- Ignacio Fernández (2010)

## G
- Rómulo Gallegos (1964, 1984)
- Juan Garcés (1998)
- Mahatma Gandhi (1962, 1997)
- Filippo Salvatore Gilij (1998)
- Juan Vicente Gómez, general (1928)
- Antonio González de Acuña (1998)
- Juan Vicente González (1967)
- Rafael A. González (1965)
- Manuel Gual (1997)
- Pedro Gual (1984)
- José Gumilla (1998)
- Jacinto Gutiérrez (1959)
- Antonio Guzmán Blanco (1970)

## H
- Dag Hammarskjold (1963)
- Francisco Hernández (2010)
- José Gregorio Hernández (1966, 1996)
- Miguel Herrera (1959)
- Theodor Herzl (1998)
- Rowland Hill (1980)
- Chales Howarth (1944)
- Alexander von Humboldt (1960, 1969)

## J
- Jesús de Nazaret (2009)
- Jesús Manuel Jáuregui Moreno (1999)
- Thomas Jefferson (1976)
- Juan Pablo II (1985, 1986, 1995, 1996, 1998)

## I
- Inmaculada Concepción (1985)
- Isabel I de Castilla (1951)
- Francisco Isnardi (2010)

## K
- Helen Keller (1981)
- John F. Kennedy (1965, 1976)
- Martin Luther King (1969)

## L
- Jean-Baptiste de La Salle (1981, 1995)
- José Lebrún Moratinos (1989)
- José Ángel Lamas (1976)
- Raúl Leoni (1989)
- Abraham Lincoln (1966, 1976)
- Caroline Lloyd (1991)
- Isidoro López Méndez (2010)
- Jesús E. Lossada (1990)
- Juan Lovera (1980)

## M
- María de la Soledad (1985)
- Manuel Plácido Maneiro (2010)
- Santiago Mariño (1988, 1998)
- Mariano Martí (1998)
- Luis Gonzalo Marturet (1994)
- Petronila Mata (1998)
- Juan José de Maya (2010)
- Manuel Vicente Maya (2010)
- Francisco Javier de Mayz (2010)
- Ramón Ignacio Méndez (es) (2010)
- Cristóbal Mendoza (1939)
- Luis Ignacio Mendoza (2010)
- Arturo Michelena (1966)
- Santos Michelena (1949)
- Francisco de Miranda (1895, 1911, 1913, 1950, 1968, 1979, 1986, 2006, 2008, 2009, 2010)
- Moisés (1998)
- José Gregorio Monagas (1995)
- Pablo Morillo (1998)

## N
- Jawaharlal Nehru (1997)
- José M. Núñez Ponte (1968)
- Notre-Dame de Coromoto (1952, 1979, 1985, 1988)
- Notre-Dame de Guadalupe (1988)
- Notre-Dame de Luján (1988)
- Notre-Dame de Altagracia (1988)
- Notre-Dame d'Aparecida (1988)
- Notre-Dame de l'évangélisation (1988)
- Notre-Dame des Neiges (1985)
- Notre-Dame du Perpétuel Secours (icône) (1985)

## O
- Francisco Ochoa (1990)
- Bernardo O'Higgins (1980)
- Alonso de Ojeda (1950, 1998)
- Daniel Florencio O'Leary  (1979)
- Francisco Policarpo Ortiz (2010)

## P
- Pablo VI (1989, 1992)
- José Antonio Páez (1940, 1982)
- Manuel Palacio (2010)
- Juan Pablo Pacheco (2010)
- Francisco de Pamplona (1998)
- Caracciolo Parra O. (1970)
- Teresa de la Parra (1998)
- Sardar Patel (1997)
- Vincent de Paul (1985)
- José I. Paz Castillo (1939)
- Fernando Peñalver (2010)
- Gabriel Pérez de Pagola (2010)
- Alexander Petión (1979)
- Augusto Pi Suñer (1980)
- Luis Antonio Pietri Yepez (1998)
- Gabriel de Ponte (2010)
- Luis Beltran Prieto Figueroa (2004)

## Q
- Juan Nepomuceno Quintana (2010)

## R
- José María Ramírez (2010)
- Juan Ramos de Lora (1973)
- Serge Raynaud de la Ferrière (2015)
- Luis Razetti (1963)
- Vincente de Requejada (1998)
- Armando Reverón (1980)
- Mordechay Ricardo (1988)
- Francisco Antonio Rísquez (1963)
- José Félix Ribas (1976, 2010)
- Juan Germán Roscio (2010)
- Juan Antonio Rodríguez Domínguez (2010)
- Simón Rodríguez (1954, 1978, 2003, 2008)
- Juan Pablo Rojas Paúl (1988)
- Juan José Rondón (1982)
- Eleanor Roosevelt (1964)
- Franklin D. Roosevelt (1976)

## S
- Francisco Salias (2010)
- Martín J. Sanabria (1970)
- Manuela Sáenz (2010)
- José de San Martín (1979, 1982)
- José Faustino Sánchez Carrión (1984)
- Francisco Santander (1940)
- José de Sata y Busy (2010)
- José Félix Sosa (2010)
- Vicente Emilio Sojo (1987)
- Heinrich von Stephan (1997)
- Gloria Stolk (1991)
- Antonio José de Sucre (1904, 1945, 1960, 1973, 1980, 1995)

## T
- Rabindranath Tagore
- Fernando Toro (2010)
- Fermín Toro (1965)
- Juan Toro (2010)
- El Marqués del Toro (2010)
- Gumersindo Torres (1998)
- Martín Tovar Ponte (2010)
- Andrés Townsend Escurraz (2004)

## U
- José Vicente de Unda (2010)
- Diego Urbaneja (1940)
- Rafael Urdaneta (1911, 1913, 1946, 1988)
- Francisco Javier Ustáriz (2010)

## V
- José María Vargas (1982, 1986)
- Jules Verne (1982)
- Amerigo Vespucci (1998)
- Vincent Barrington (1963)
- Vierge de Chiquinquirá (1985, 1988)
- Vierge de Copacabana (1988)
- Vierge de la Consolation (1985)
- Virgen de la Nube (1988)
- Vierge de la Paz (Segovia) (1985)
- Vierge del Valle (1985, 1998)
- Vierge de Montserrat (1991)

## W
- Jules Waldman (1991)
- George Washington (1976)

## Y
- Francisco Javier Yánes (2010)

## Z
- Luis Zambrano (2012)
- Elisa Elvira Zuloaga (1991)
- Ricardo Zuloaga (1995)